# Sorex dispar
Sorex dispar е вид бозайник от семейство Земеровкови (Soricidae).

## Разпространение
Видът е разпространен в Канада и САЩ.